# 武则天 (1995年电视剧)
《武则天》是讲述唐朝皇后、皇太后，亦為武周皇朝君主，中國唯一受正史承認的女皇帝武则天一生的历史剧，时间跨度从641年到705年。由陈家林执导，刘大印制片，张天民、冉平、柯章和编剧。中国电影合作制作公司、中国文学艺术基金会、中央电视台涿州拍摄基地、中国电视剧制作中心、中国华侨影视制作中心于1994年联合摄制。1995年中国中央电视台第二套节目晚间九点档首播。

## 制作
武则天的生平是中国影视剧拍摄的热门题材。仅在本剧拍摄的1994年，当年就有另外三部武则天题材的电视剧进行制作:61。1994年，本剧在北京钓鱼台国宾馆举办开机仪式，有四百多名记者参加:26。原定剧集为25集:21。

## 剧情简介
贞观十五年秋夜，武媚娘第一次受到唐太宗“宠幸”，从此饱尝了宫廷生活的无情和残酷。太宗死后，武媚娘被打入感业寺，受尽凌辱。后因怀孕被高宗接进宫中，再次由侍女成为才人、昭仪。在一系列宫廷斗争中她亲手扼杀女儿嫁祸皇后，击败宰相长孙无忌，终于成为皇后。她与高宗相互依存又恨爱交加，她以自己卓越的政治才能逐渐掌握实权，直到垂帘听政。高宗死后她更是孤军奋战，废除太子，任用酷吏，把大唐天下变成了武周帝国，成为空前绝后的一代女皇。此时她虽是已君临天下，无奈渐入老境，最后不得不把武周天下拱手让给儿子，重又恢复了李家王朝，走完了艰辛、离奇、辉煌而又痛苦一生。

## 演员
- 刘晓庆 饰 武媚武则天
- 陈宝国 饰 唐高宗李治

### 太宗时期
- 鲍国安 饰 唐太宗
- 李建群 饰 徐　惠
- 刘毓滨 饰 长孙无忌
- 王　培 饰 房玄龄
- 黄　斐 饰 魏　征
- 张光正 饰 褚遂良
- 吕　齐 饰 李世勣
- 李崇霄 饰 李承乾
- 洪剑涛 饰 李　泰
- 郭　立 饰 纥干承基
- 马　丽 饰 高阳公主
- 张多福 饰 辩　机
- 吕国宾 饰 房遗爱
- 虞　梦 饰 灵　儿（虚构人物）
- 高　波 饰 玉　儿（虚构人物）

### 高宗时期
- 郑　爽 饰 王皇后
- 吕　中 饰 柳　氏（王皇后之母魏国夫人，柳奭之妹）
- 于　慧 饰 萧淑妃
- 金淑媛 饰 荣国夫人（杨氏，武则天之母）
- 穆　宁 饰 韩国夫人（武顺，武则天之姊）
- 苗乙乙 饰 魏国夫人（贺兰氏，韩国夫人之女）
- 武力平 饰 王福来（宦官，应为王伏胜）
- 肖晓华 饰 小顺子（宦官，虚构人物）
- 仇永力 饰 李义府
- 李如平 饰 许敬宗
- 刘大刚 饰 韩　瑗
- 陈卫国 饰 柳　奭
- 李　明 饰 上官仪
- 高西安 饰 武元庆
- 于云鹤 饰 武元爽
- 徐潇川 饰 李　忠（幼年）
- 杨俊勇 饰 李素節
- 李　昂 饰 李素节（幼年）
- 蒋君南 饰 李　弘
- 欧　洋 饰 李　弘（幼年）
- 刘燕军 饰 李　贤
- 王志华 饰 袁公瑜
- 朴正虎 饰 韦季方
- 汪　粤 饰 毕正义
- 米　粒 饰 淳于氏
- 韩再峰 饰 波斯店主
- 澹台仁惠 饰 老尼姑
- 雷月琴 饰 粗　尼

### 武周时期
- 周世艺 饰 唐中宗李显
- 郭淑萍 饰 韦皇后
- 梁　丽 饰 太平公主
- 茹　萍 饰 上官婉儿
- 海　燕 饰 上官婉儿母
- 陈　征 饰 武承嗣
- 张秋歌 饰 冯小宝（薛怀义）
- 姜　洋 饰 张昌宗
- 刘旭东 饰 张易之
- 韩　青 饰 唐睿宗李旦
- 高　立 饰 刘　妃
- 夏　松 饰 窦　妃
- 谭非翎 饰 裴　炎
- 王　冰 饰 狄仁杰
- 徐正运 饰 魏元忠
- 邵万林 饰 张柬之
- 陈立辉 饰 李敬业
- 薛　勇 饰 骆宾王
- 汤志江 饰 丘神勣
- 曹　莲 饰 来俊臣
- 汪　俊 饰 周　兴
- 薛文成 饰 鱼保家
- 邓广熏 饰 索元禮
- 于　谦 饰 黄国公李譔
- 李冬洪 饰 高　顺
- 范　佳 饰 旧宫人

## 相关争议
- 高阳公主、太平公主的本名没有记载下来。本剧编剧她们的公主封号当作她们的闺名，分别称为“阳儿”、“平儿”或“太平”。有研究者认为，“这是缺乏历史常识所造成的错误”[4]:113。

## 作品的變遷
| 八大娛樂K台 周一至日 15:00 - 17:00 | 八大娛樂K台 周一至日 15:00 - 17:00                                                                                           | 八大娛樂K台 周一至日 15:00 - 17:00 |
| ---------------------------------- | --- | ---------------------------------- |
|                                    | 武則天 (2013.06.10 - 2013.06.24)                                                                                             |                                    |
| 寶蓮燈 (2013.05.25 - 2013.06.09)   | 被稱為神的男人 (周一至五14點-16點[重播]) (2013.06.25 - 2013.07.16) 愛情要不藥 (周一至五16:00-17:00) （不知道哪時開始重播的） |                                    |

| 高點綜合台 周一至五 20:00 - 22:00  | 高點綜合台 周一至五 20:00 - 22:00    | 高點綜合台 周一至五 20:00 - 22:00 |
| ---------------------------------- | ------------------------------------ | --------------------------------- |
|                                    | 武則天 (2013.03.13 - 2013.04.02)     |                                   |
| 孝莊秘史 (2013.02.18 - 2013.03.12) | 宰相劉羅鍋 (2013.04.03 - 2013.04.26) |                                   |

## 外部連結
- 互联网电影数据库（IMDb）上《武则天》的资料（英文）
- 豆瓣电影上《武则天》的資料 （简体中文）